# Bebe Șerban
Bebe Șerban (n. 25 septembrie 1939, Petrăchioaia, România – d. 1990, București, România) a fost un lăutar și acordeonist virtuoz român.

## Biografie
S-a născut în 1939 în comuna Petrăchioaia, jud. Ilfov. Fiul violonistului Nita Șerban,(1907-1973) și a soției sale Emilia (n. Gavrilescu),(1911-1966). Din 1954 începe să cânte la nunți în comuna sa cu frații (Costică și Zotu, amândoi acordeoniști) și tatăl său (violonist). 
În 1961, cu ocazia cununiei fratelui său Costică Șerban, îl cunoaște pe Iani Ciuciu și este invitat să se alăture tarafului din care făcea parte acesta, taraf format din: Iani Ciuciu (țambal), Grigore Ciuciu (contrabas), Constantin Eftimiu (vioară și voce) și Costel Vasilescu (trompetă).
Acesta este al doilea cel mai important taraf bucureștean din perioada anilor `60, dominând zona Iancului și Dudești, restul Bucureștiului fiind dominat de principalul rival, taraful lui Ion Nămol, transformat deja într-o bandă veritabilă, cu o formula de 7 muzicieni: Gheorghiță Trandafir (acordeon), Mitică Ciuciu (țambal), Panait "Harmonistu`" David (armonică cu 40 de bași), Titi Coadă (contrabas), Costache "Hopa-Mitica" Florea (trompetă), Ion Nămol (vioară și voce) și Florică Calu` (vioară).
Din 1965, Bebe Șerban începe să devină cunoscut drept unul dintre cei mai buni acordeoniști ai generației `50-`60. 
În perioada 1973-1976 înregistrează două discuri la Electrecord și face numeroase înregistrări cu Romica Puceanu, alături de care va cânta până la sfârșitul vieții. 
Moare în anul 1990.